# George Stanich
George Stanich (George Anthony Stanich; * 4. November 1928 in Sacramento) ist ein ehemaliger US-amerikanischer Hochspringer.
1948 wurde er Siebter bei der NCAA-Meisterschaft und Sechster bei der US-Meisterschaft. Bei den Ausscheidungskämpfen für die Olympischen Spiele 1948 in London gelang es ihm, sich mit einer gewaltigen Steigerung auf 2,04 m als Zweiter hinter Vern McGrew zu qualifizieren. Während McGrew in London frühzeitig ausschied, meisterte Stanich ebenso wie fünf andere Athleten die Höhe von 1,95 m. Nur der Australier John Winter übersprang 1,98 m, und so kam Stanich aufgrund der Zahl der Fehlversuche auf den Bronzerang hinter dem Norweger Bjørn Paulson.
Während seines Studiums an der University of California, Los Angeles, zeichnete er sich auch im Basketball aus. 1950 entschied er sich für eine Karriere als professioneller Baseballspieler bei den Oakland Oaks und den Idaho Falls Russets.